# Danius Rumskas
Danius Rumskas (* vor 1970) ist ein  litauischer Manager und ehemaliger Politiker, Vizeminister.

## Leben
Sein Vater war Matas Rumskas.
Ab dem 9. Juli 1990 war Danius Rumskas Stellvertreter des Handelsministers der Republik Litauen, ernannt durch Premierministerin Kazimira Prunskienė. Ab dem  12. Oktober 1991 war er Stellvertreter des Ministers für Handel und materielle Ressourcen, ernannt durch Premierminister Gediminas Vagnorius. Ab dem 24. September 1992 ernannte ihn Premierminister Aleksandras Abišala zum  Stellvertreter des Ministers für Handel und Industrie.   Am 1. Oktober 1993 entlastete ihn Premierminister Adolfas Šleževičius auf Wunsch von Rumskas.   Danach war er stellvertretender Direktor des Departments für Recht und Personal der Eisenbahngesellschaft AB „Lietuvos geležinkeliai“.